# Écriture scripte
Pour les articles homonymes, voir Script.

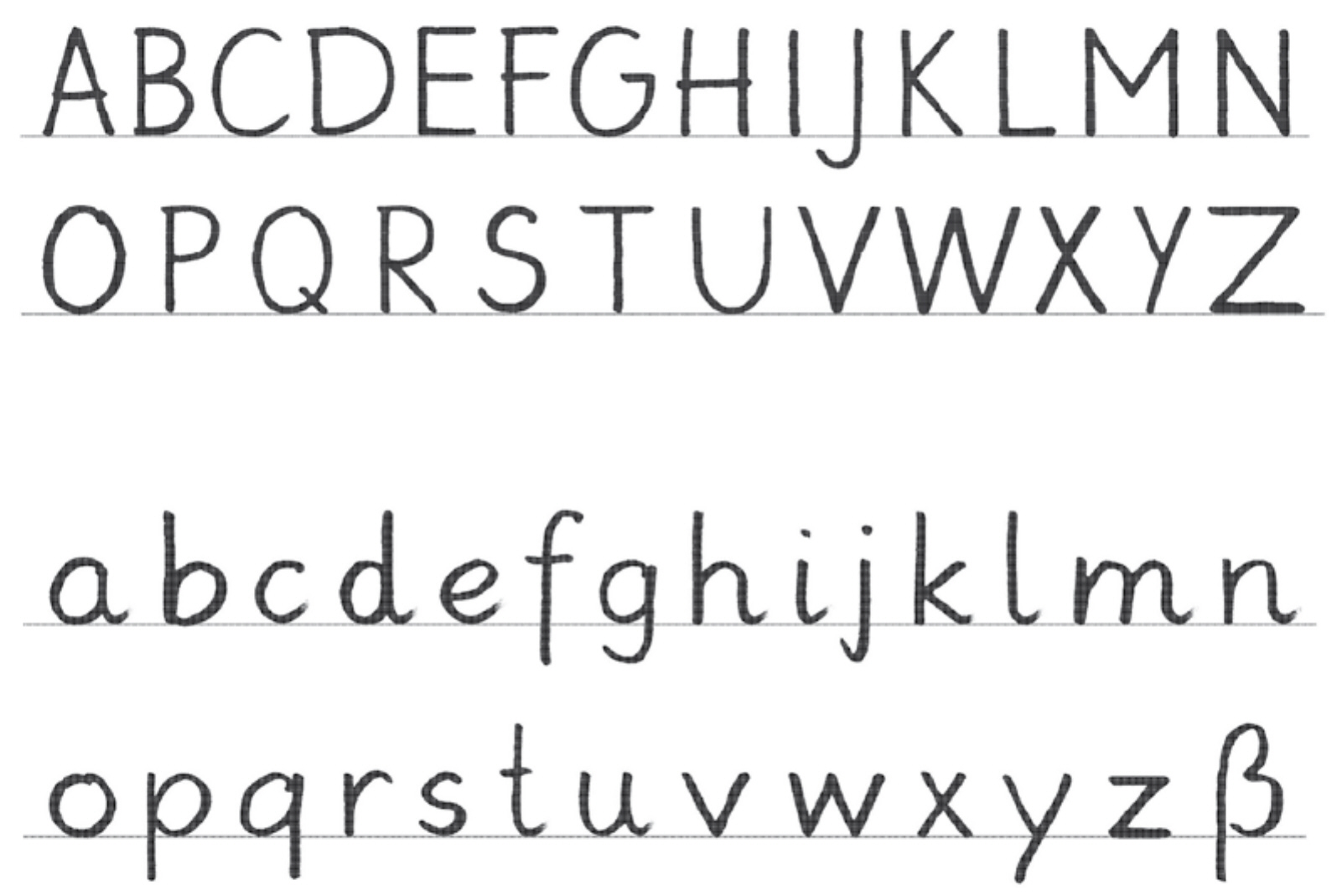
Écriture scripte Grundschrift, enseignée à Hambourg en Allemagne.

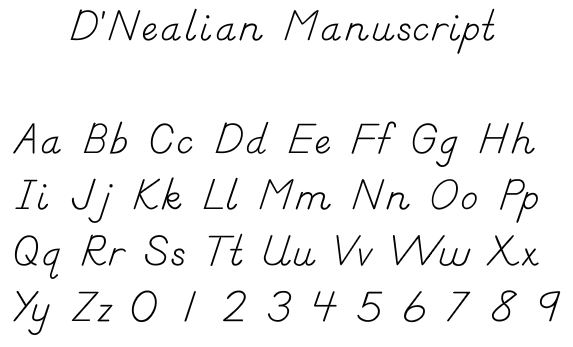
Écriture script D’Nealian, enseignée avant l’écriture cursive liée D’Nealian.

Le script, aussi appelé écriture script, écriture scripte ou aussi écriture imprimée, est une écriture manuscrite propre aux systèmes d’écriture latin et, par extension, grec et cyrillique, dans laquelle les lettres ne sont pas liées les unes aux autres et dont le tracé correspond approximativement, en le simplifiant, à celui des caractères typographiques utilisés en imprimerie. Elle s’oppose habituellement à l'écriture cursive d’aujourd’hui, aussi appelée écriture courante, où les tracés simplifiés des caractères sont liés (cependant toutes les écritures dites cursives ne sont pas ou n’ont pas toujours été liées).
En 1913, le calligraphe Edward Johnston propose l’utilisation de sa Foundation Hand pour l’enseignement de l’écriture. Celle-ci est basée sur l’alphabet latin minuscule des IXe et Xe siècles et se prête facilement à plusieurs formes cursives. Cette même année, deux écoles londoniennes font une expérience dans l’enseignement, sans consulter Johnston, créant ainsi l’écriture scripte dite bâton sur le squelette de la minuscule caroline.
En 1959, le ministère de l’Éducation britannique publie un manuel affirmant que l’apprentissage de l’écriture imprimée ne facilite pas plus l’apprentissage de la lecture que l’écriture cursive.
Dans une étude de Vinh Bang publiée en 1959, il ressort que l’écriture scripte est plus lente que la cursive liée et que les élèves ayant uniquement appris l’écriture scripte finissent par abandonner celle-ci et lient certaines lettres par nécessité de rapidité, chacun à sa propre manière. Vinh déplore cette rupture avec le système enseigné et recommande l’apprentissage de la cursive liée après celui de la scripte. Dans une étude de John Holt publiée en 1989, il ressort que l’écriture cursive est plus lente que l'écriture scripte. Lui-même abandonne l'écriture cursive.
Une étude de 2009 faite au Québec démontre que le double apprentissage est contre-productif et que l’apprentissage d’un seul système est plus efficace.
Dans certains pays comme le Mexique, l’écriture scripte est la seule à être enseignée lors de l’apprentissage de l’écriture ; dans d’autres pays, elle est enseignée comme première écriture avant l’écriture cursive.